# Municipio de Bunker Hill (Míchigan)
El municipio de Bunker Hill (en inglés: Bunker Hill Township) es un municipio ubicado en el condado de Ingham en el estado estadounidense de Míchigan. En el año 2010 tenía una población de 2119 habitantes y una densidad poblacional de 24,85 personas por km².

## Geografía
El municipio de Bunker Hill se encuentra ubicado en las coordenadas 42°28′15″N 84°18′32″O / 42.47083, -84.30889. Según la Oficina del Censo de los Estados Unidos, el municipio tiene una superficie total de 85.28 km², de la cual 85,16 km² corresponden a tierra firme y (0,14 %) 0,12 km² es agua.

## Demografía
Según el censo de 2010, había 2119 personas residiendo en el municipio de Bunker Hill. La densidad de población era de 24,85 hab./km². De los 2119 habitantes, el municipio de Bunker Hill estaba compuesto por el 97,31 % blancos, el 0,24 % eran afroamericanos, el 0,19 % eran amerindios, el 0,09 % eran asiáticos, el 0,71 % eran de otras razas y el 1,46 % eran de una mezcla de razas. Del total de la población el 3,21 % eran hispanos o latinos de cualquier raza.